# スプリンクル
スプリンクル（英語：sprinkles 、sugar strands）とは、アイスクリームやドーナッツ、ケーキなどに、彩りや食感を加えるために振り掛けられる（トッピングされる）小さな菓子の事である。

## バリエーション
- イタリアのパン 「コロンバ・パスクワーレ」の上のニブシュガー
- ノンパレル
- マフィン上のカンフェティキャンディー（紙吹雪飴の意：コーンシロップと砂糖を調理後に冷やして作られる）
- ケーキアイシング上に飾られる真珠状のドラジェ

## 歴史
スプリンクルの歴史は遅くとも18世紀後期まで遡れる。これらは工芸菓子等に使用された。
1921年以前に、アメリカ、ニューヨーク、ボストンで、製飴会社 Just Born の創業者 Sam Born によって、「 jimmies 」（チョコレート製かどうかは議論あり）と呼ばれるスプリンクルが発明された。
1936年、オランダの製菓会社Venz (ヴェンズ) によって「ハーゲルスラッハ」という商品名で発明された。